# Polianka
Polianka (ungarisch Palánkairtvány) ist eine Gemeinde im Westen der Slowakei.

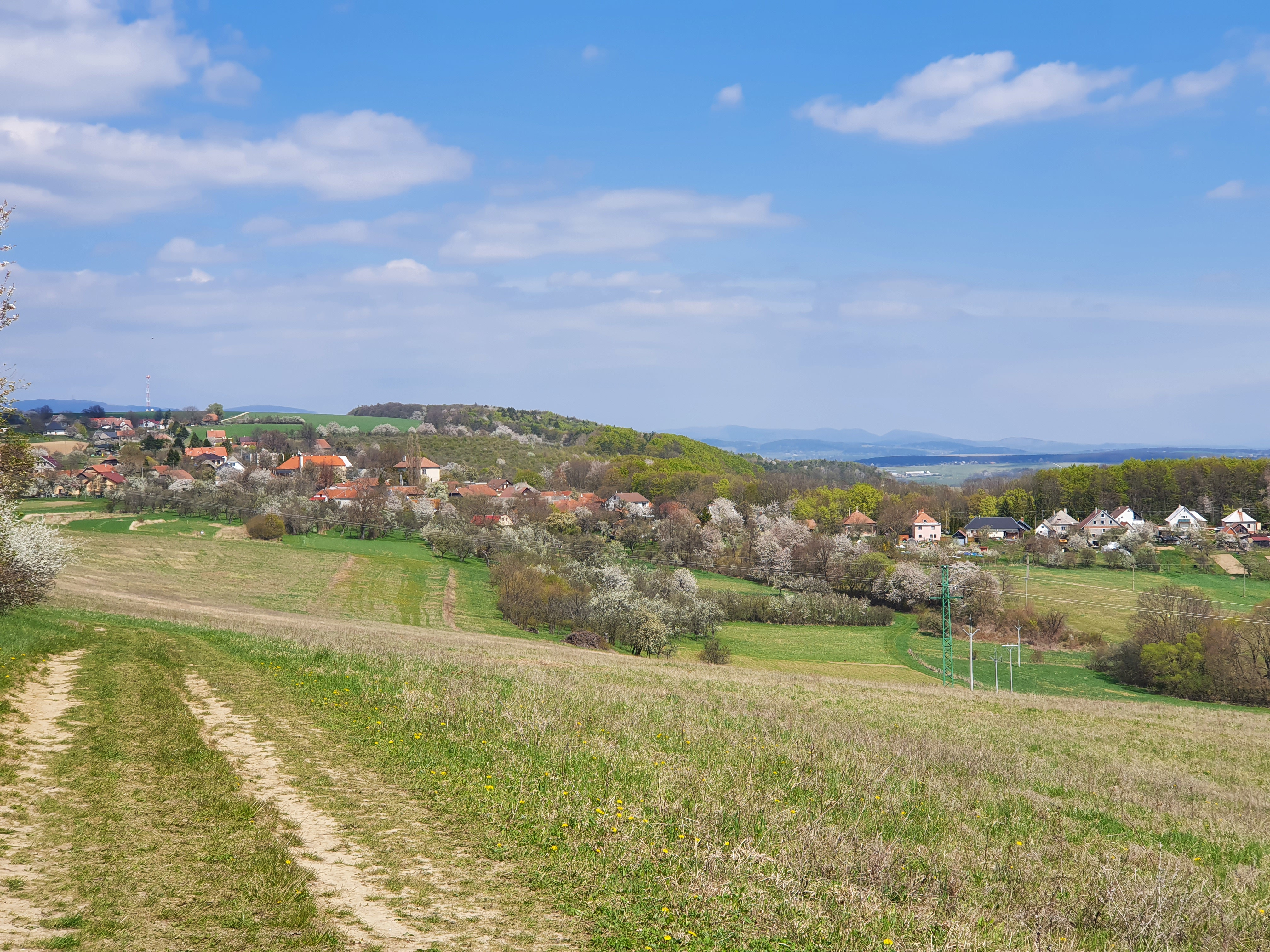
Blick über die Gemeinde Polianka

## Lage und Allgemeines
Die Gemeinde liegt im Hügelland zwischen den Kleinen Karpaten im Süden und den Weißen Karpaten im Norden. Nové Mesto nad Váhom liegt zirka 30 Kilometer östlich der Gemeinde, Myjava zirka 5 Kilometer nordwestlich, Senica etwa 20 Kilometer nordwestlich.
Die Gemeinde entstand am 1. April 1955 durch Ausgliederung mehrerer Ansiedlungen aus der Stadt Myjava. Der Name bedeutet etwa so viel wie „Lichtung“ oder „Waldblöße“.

## Bevölkerung
| Jahr                | 1994 | 2004     | 2014    | 2024    |
| ------------------- | ---- | -------- | ------- | ------- |
| Anzahl der Personen | 401  | 356      | 384     | 396     |
| Unterschied         |      | −11,22 % | +7,86 % | +3,12 % |

| Jahr                | 2023 | 2024    |
| ------------------- | ---- | ------- |
| Anzahl der Personen | 404  | 396     |
| Unterschied         |      | −1,98 % |